# Guigu zi

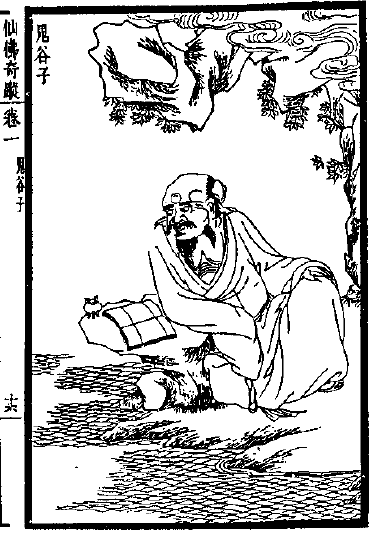
Guigu zi

Guigu zi (鬼谷子, "Der Meister aus dem Dämonental") ist ein kleinerer chinesischer philosophischer Text der Hundert Schulen (zhuzi baijia) aus der späten Zeit der Streitenden Reiche. Er gehört nicht zu den traditionell der daoistischen Philosophie zugeordneten Werken, fand aber Aufnahme im Daoistischen Kanon (DZ 1025).